# Ottelia ulvifolia
Ottelia ulvifolia är en dybladsväxtart som först beskrevs av Jules Émile Planchon, och fick sitt nu gällande namn av Wilhelm Gerhard Walpers. Ottelia ulvifolia ingår i släktet Ottelia och familjen dybladsväxter. Inga underarter finns listade.